# Microcebus bongolavensis
Microcebus bongolavensis (лат.) — вид мышиных лемуров. Эндемик Мадагаскара.

## Описание
Достигают длины тела 12—13 см, хвост 15—17 сантиметров. Вес составляет 45—63 грамм. Короткий, густой мех в основном красно-коричневый, брюхо беловатое, у некоторых животных верх головы серый. Между большими глазами есть яркая белая полоса.

## Распространение
Населяет густые первичные леса в горных районах северного Мадагаскара между реками Суфия и Махаджамба.

## Статус популяции
В 2008 году Международный союз охраны природы присвоил этому виду охранный статус «В опасности» (англ. Endangered). Этот вид находится под угрозой ввиду вырубки леса и охоты. В неволе не содержится.